# Riddarhyttan
Riddarhyttan är en tätort i Skinnskattebergs kommun i nordvästra hörnet av Västmanlands län i Västmanland. Orten är belägen vid riksväg 68, och är en utpräglad bruksort. Man har en mycket lång tradition inom bergsbruk. Efter att den sista gruvan lades ned år 1979 är orten numera främst bostads- och serviceort.

## Historia

### Förhistoria
När den senaste istiden drog sig tillbaka från nuvarande Bergslagen för cirka 9500 år sedan låg Riddarhyttan där land och hav möttes. Detta har gett upphov till många speciella naturformationer.
Runt 700 f.Kr. började de människor som fanns i området att utvinna järn ur den ”Röda Jorden". Man har funnit rester av otaliga blästerugnar för järnutvinning, och deras ålder har kunnat fastställas med C14-metoden. Den nuvarande bygden härrör dock främst från medeltiden. Från och med denna tid började brytningen av både järn- och kopparmalm i Riddarhyttan och dess omgivningar, det har hittats ett flertal hyttor och hamrar. Från 1700-talet har även skogsbruk bedrivits.

### Riddarhyttans kopparverk och Lienshytte masugn

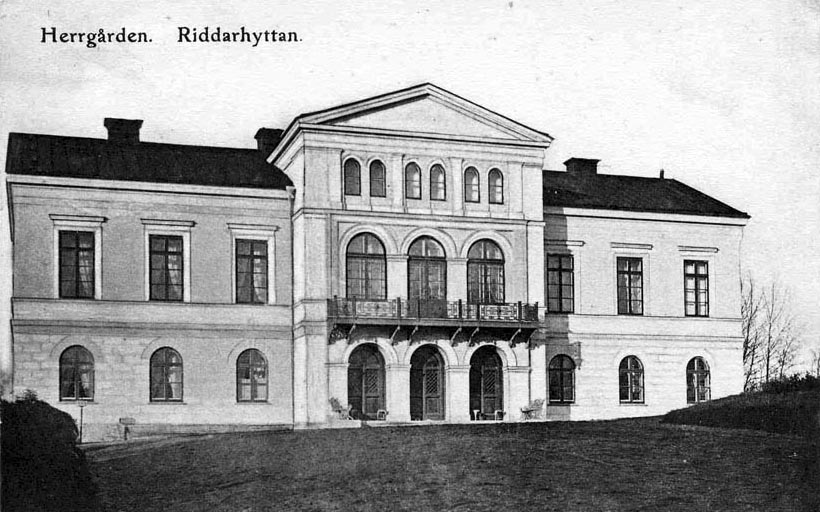
Riddarhytte herrgård, uppförd 1852-55. Riven 1978.

Ortnamnet (1437 gambla riddarehytthen) består av ”hytta” och ”riddare” 'riddare', 'ryttare', 'soldat', det senare troligtvis använt som tillnamn. Tidigt kom gruvdriften här att bedrivas i kronans regi. Detta kom senare att regleras så att bergsmännen fick ökat inflytande. År 1610 privilegierades en hytta och en hammare vid Riddarhyttan, anlagd av en Tomas Hammarsmed. Riddarhyttans kopparverk anlades 1616–17, och kan ses som en fortsättning på det kronobruk som fanns i Skinnskatteberg. När kopparhyttan lades ned i början av 1800-talet byggdes en ny upp vid Nedre Skärsjön, strax öster om den nuvarande tätorten. En del av den råkoppar som framställdes gick till myntverket i Avesta. Kopparverket lades slutligen ned 1873.
Det äldsta belägget för Lienshyttan, den plats där bergsbruket med tiden kom att koncentreras, är från år 1539 (Lyndeshytte). Vid Lienshyttan har under olika perioder hyttor, hamrar, kvarnar och sågar funnits. En ny masugn anlades 1848 och invid denna växte den nuvarande tätorten Riddarhyttan fram.

### Riddarhyttan får järnvägsförbindelse
Under början av 1800-talet lades grunden till det omfattande brukskomplex som kom att omfatta ett flertal gruvor, järnbruk och inte minst stora vidsträckta skogsdomäner. Ägandet kom från 1846 efterhand att samlas hos bruksägaren C J Ohlson. Han moderniserade och utökade verksamheten vid verken tillhörande Riddarhytte bruk. Bland annat förvärvades Gisslarbo bruk i Malma socken 1870. Ohlson kom också att vara en av de pådrivande till att Köping-Uttersbergs järnväg (KUJ) byggdes 1866. Ohlson var angelägen om att få direkt järnvägsanslutning till sina bruk och började arbeta för en förlängning av järnvägen till Riddarhyttan. Han hann emellertid inte få uppleva sina planers förverkligande då han avled 1876. Istället bildade hans arvingar Riddarhytte AB 1877 som övertog bruksverksamheten. År 1880 kunde slutligen den 12 kilometer långa Uttersberg-Riddarhyttans järnväg (URJ) öppnas för allmän trafik. Denna järnväg sammanslogs 1911 med KUJ och kom därefter att benämnas Köping-Uttersberg-Riddarhyttans Järnväg (KURJ). Järnvägen lades ned 1966–68.

### Utvecklingen under 1900-talet
Lienshytte masugn, som moderniserades 1894, lades ned 1959. Källfallets gruva, som börjat brytas 1896, moderniserades 1944 med en ny gruvlave i betong. Gruvdriften där lades ned 1967. Bäckegruvan kom att bli den sista storsatsningen i gruvnäringen; 1960–1963 byggde Riddarhytte AB en helt ny gruvanläggning där. Gruvan köptes tillsammans med Källfallet av Uddeholmskoncernen kort därefter, men kom från omkring 1970 att arrenderas ut till Fagersta Bruks AB. Gruvdriften lades slutligen ned 1979. Det har även funnits sågverk, med hyvleri och lådfabrik i Riddarhyttan. Denna verksamhet avvecklades 1974.

### Befolkningsutveckling
| Befolkningsutvecklingen i Riddarhyttan 1950–2020                    | Befolkningsutvecklingen i Riddarhyttan 1950–2020 | Befolkningsutvecklingen i Riddarhyttan 1950–2020 | Befolkningsutvecklingen i Riddarhyttan 1950–2020 | Befolkningsutvecklingen i Riddarhyttan 1950–2020 |
| ------------------------------------------------------------------- | ------------------------------------------------ | ------------------------------------------------ | ------------------------------------------------ | ------------------------------------------------ |
|                                                                     |                                                  |                                                  |                                                  |                                                  |
| År                                                                  |                                                  |                                                  | Folkmängd                                        | Areal (ha)                                       |
| 1950                                                                | 1950                                             |                                                  | 413                                              |                                                  |
| 1960                                                                | 1960                                             |                                                  | 635                                              |                                                  |
| 1965                                                                | 1965                                             |                                                  | 611                                              |                                                  |
| 1970                                                                | 1970                                             |                                                  | 587                                              |                                                  |
| 1975                                                                | 1975                                             |                                                  | 740                                              |                                                  |
| 1980                                                                | 1980                                             |                                                  | 634                                              |                                                  |
| 1990                                                                | 1990                                             |                                                  | 613                                              | 142                                              |
| 1995                                                                | 1995                                             |                                                  | 505                                              | 142                                              |
| 2000                                                                | 2000                                             |                                                  | 511                                              | 142                                              |
| 2005                                                                | 2005                                             |                                                  | 500                                              | 157                                              |
| 2010                                                                | 2010                                             |                                                  | 431                                              | 156                                              |
| 2015                                                                | 2015                                             |                                                  | 321                                              | 75                                               |
| 2020                                                                | 2020                                             |                                                  | 296                                              | 79                                               |
| Anm.: Sammanvuxen med Källfallet 1975. Detta området utbrutet 2015. |                                                  |                                                  |                                                  |                                                  |

## Samhället

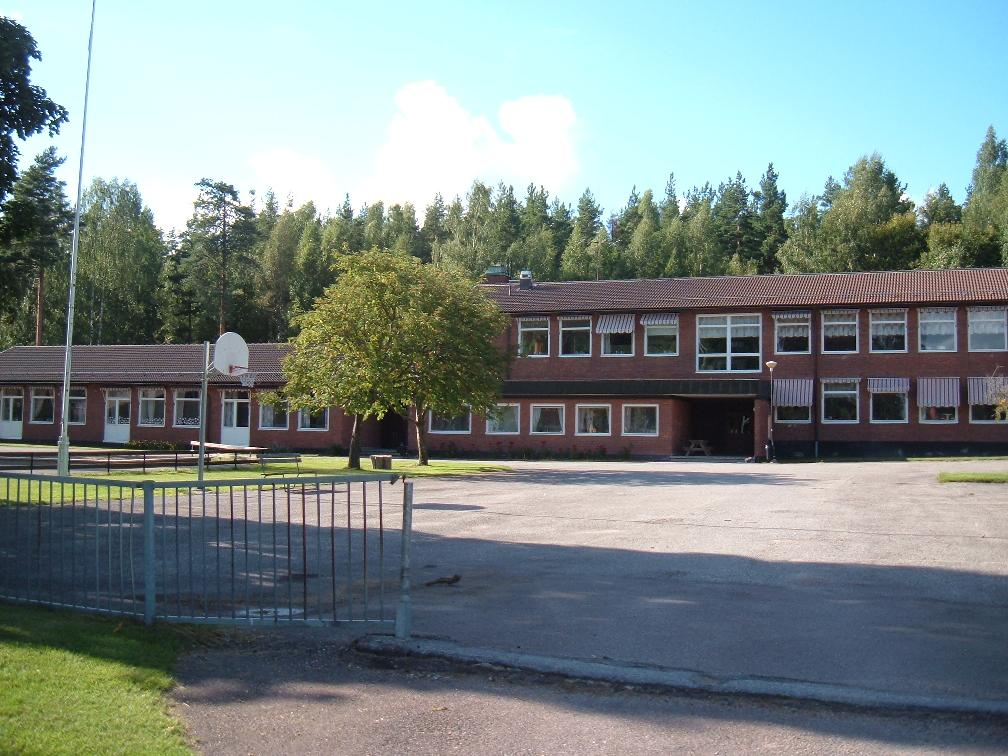
Riddarhyttans skola.

Här finns Folkets hus med biograf, en skidbacke med lift. Här ligger också campingplatsen Liens Camping.
Bruket var motståndare till kooperationens etablering på orten, så konsumentföreningen öppnade sin affär på tomten hos en husägare i Aronsberg, cirka 5 km utanför byn. Husägaren upplät sin mark i ren protest mot brukets fasoner att bestämma över stort och smått. Konsumbutiken, sedermera flyttad till ett läge i Riddarhyttans centrum, övergick i annan regi år 2004.

## Evenemang
Orten är bekant för många genom de Torsdaxdanser som ideella krafter arrangerat i många år under sommaren i Folkets park.
Varje år arrangeras Riddarhyttemarken med bland annat utställning av veteranbilar och MC.

## Kultur
år 1985 startades teaterkooperativet Rödgruveensemblen i och med att några ungdomar kom till byn. Detta kom att utvecklas till Riddarhyttans Arbetarteater (RAT). En stor andel av invånarna i Riddarhyttan är medlemmar i RAT. RAT omfattar både teater, musik, konstutställningar, festivaler och kaféverksamhet med mera. Bland annat har de tidigare arrangerat festivalen Riddarrock i många år, och även drivit den lokala ungdomsgården under en längre tid. 
1995 kom RAT:s största produktion, krönikespelet Bergslag, ett spel om den svenska stormaktstiden i ett bergslagsperspektiv. Det blev en fyra timmar lång föreställning och över 100 personer deltog.
Några av dem som tidigt deltog i RAT:s verksamhet skapade senare en turnerande teatergrupp – Teatermaskinen. De producerar och sätter upp egna pjäser, ibland på beställning från olika organisationer eller offentlig sektor. Teatermaskinen är även huvudarrangör till Motståndsfestivalen.

## Sevärdheter

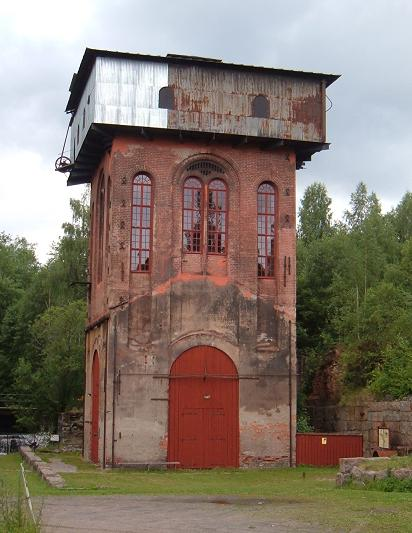
Lienshytte masugn.

Det finns många sevärdheter i Riddarhyttan, både från istiden och gruv- och bruksnäringen. Flera av dem ingår i Ekomuseum Bergslagen.
Röda Jorden är en bergsbruksområde med rester av mycket gamla blästugnar, den äldsta från omkring 700 f.Kr. Här finns även en rekonstruktion av en blästugn och en gång om året är det Röda Jordens dag då det visas hur järnframställning av rödjord gick till.
I Riddarhyttan fanns en reveterad nyklassicistisk herrgårdsbyggnad från 1853 med tillhörande flyglar, vilken dock revs 1978. Vid Lienshyttan finns lämningar efter den träkolshytta som var i drift fram till 1959. Den 26 meter höga masugnen är bevarad och restaurerad, däremot har den omgivande rådstugan rivits liksom sintringsverket och de stora kolhusen. I närheten av hyttan ligger en av Bergslagens få bevarade slagghögar. Till området hör även masmästarbostaden och ett antal vitpanelade arbetarbostäder vid Östra Skolvägen, uppförda 1943–44. En välbevarad frikyrkobyggnad med faluröd locklist- och fjällpanel uppfördes cirka 1900.
Lämningarna efter det sista Kopparverket som var i drift 1819–1873 finns kvar i form av flera grunder samt en kopparbod i natursten uppförd 1819. Från samma tid stammar också en förvaltarbostad i timmer med panel. 
I Hedhammar finns resterna av en hammarsmedja som var igång från 1500-talet till 1800-talet.

### Gruvor
Bastnäsfältet är en av världens mineralrikaste platser där det sedan 1600-talet brutits olika mineraler. Grundämnena cerium och lantan upptäcktes i prover från Bastnäs.
Vid Bäckegruvan bedrevs gruvdrift fram till 1979. Idag finns där kvar bland annat gruvlave och anrikningsverk från den gruvanläggning som byggdes i början av 1960-talet. Numera har andra företag flyttat in i lokalerna.
I Källfallet finns rester från gruvdriften som var igång fram till 1967.

### Natur
Geologislingan är en iordningställd längre vandringsled med informationsskyltar. Den ligger delvis belägen på banvallen efter Köping-Uttersberg-Riddarhyttans Järnväg. Här går det att följa inlandsisens påverkan på landskapet, från Riddarhyttan till Malingsbo. Längs slingan finns vattenfyllda dödisgropar och branta sandåsar. 
Tattartjärn, Ljustjärn och Norstjärn är tre dödisgropar där det nuförtiden bedrivs ädelfiske. Ädelfiske bedrivs också i Hyttdammen, och det finns även ett flertal abborr- och gäddsjöar.
Stor-Karis sten är ett minne från istiden. Det sägs att jättekvinnan Stor-Kari från Passboberget kastade stenen mot kyrkan i Skinnskatteberg för att tysta kyrkklockorna. Stenen nådde dock inte ända fram och finns nu efter riksväg 68 en bit utanför Källfallet.

## Idrott
Här finns en sportklubb (RSK), en jaktskytteklubb, en tennisklubb och ett schacksällskap (RSS).

## Personer med anknytning till Riddarhyttan
- Hernfrid Bark, socialdemokratisk politiker och riksdagsman
- Erik Haag, programledare, regissör, komiker och författare
- Sara Haag, reklammakare, regissör, producent
- Johan Jönson, poet och författare bosatt i Stockholm men tidvis verksam i Riddarhyttan
- Kalle Zackari Wahlström, programledare och manusförfattare
- Gabriel Wikström, förbundsordförande för Sveriges socialdemokratiska ungdomsförbund (SSU) och senare statsråd i Regeringen Löfvén